# 公開棄絕

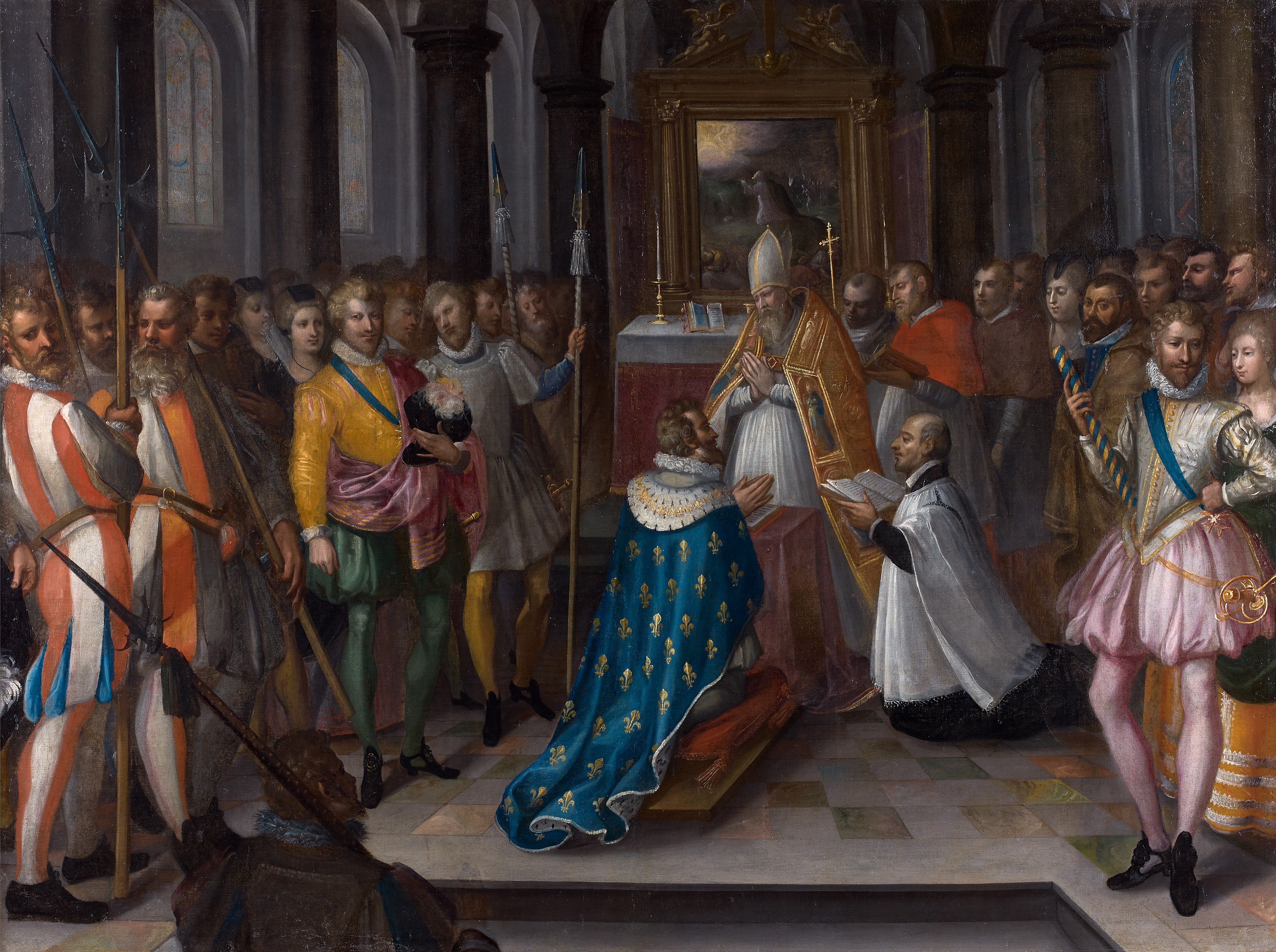
图为《亨利四世的废止》， 亨利四世在“圣巴泰勒米节大屠杀”时，被紧急叫去召见法王，原本为新教战斗的他在生与死之间只能放弃新教，归顺天主教，与新教为敌了。

公開棄絕（英語：Abjuration）是指當事人嚴正聲明放棄或遺棄，或經宣誓下放棄。通常公開棄絕放棄的是當事人的公民權或其他的一些權利或特權。公開棄絕這個詞語來自拉丁語“放棄”（abjurare）。

## 棄國宣誓
棄國宣誓（abjuration of the realm）是古英國法律中的一種公開棄絕。宣誓人宣誓直接離開該國并永不回國，除非得到該國的允許。這往往被認為是逃犯的庇護所。

我以聖書宣誓：我將離開英格蘭之土地，並且若無國王陛下或其繼承人之明文批准下將永不返回。我會儘速以直接的路徑前往規定的港口並不會離開王道，否則將遭逮捕或處決；我不會在任何地方停留多於一晚，並在抵達後會立刻盡力尋找渡海之法，務求在一輪潮汐內完成。若無法順利離開，我會每天走進大海直到海水沒膝，以象徵我渡海之志。如有不遵，災禍將應於我身。

## 著名實例

### 英格蘭聯邦
康白尼之圍中，法庭總結了聖女貞德的12項罪行指控，但這些指控都和在審判中的紀錄相互矛盾。在各種方式逼迫之下，不識字的貞德在立即處死的威脅下簽下了一份她完全看不懂的公開棄絕書，但法庭在官方留下的記錄上卻是另一份不同的文件。

### 荷蘭
另外一個著名的公開棄絕是1581年7月26日签署的《荷蘭獨立宣言》，該宣言宣佈低地國家從西班牙國王菲利普二世的統治下獨立出來。該宣言同时也是八十年戰爭的高潮。